# Chicago Jazz (album)
| Recensione | Giudizio |
| ---------- | -------- |
| AllMusic   |          |

Chicago Jazz è il primo album discografico a proprio nome di Ray Linn, pubblicato dall'etichetta discografica Trend Records nel 1978.

## Tracce

### LP
Lato A
1. Bix's Bugle – 2:19 (Ray Linn)
2. Poor Butterfly – 2:51 (John Golden, Raymond Hubbell)
3. Can't We Be Friends? – 3:20 (Paul James, Kay Swift)
4. Jeepers Creepers – 2:38 (Johnny Mercer, Harry Warren)
5. North Hollywood Rotary Parade – 4:09 (Dave Frishberg)

Lato B
1. Royal Garden Blues – 5:40 (Clarence Williams, Spencer Williams)
2. Keepin' Out of Mischief Now – 2:54 (Andy Razaf, Thomas Waller)
3. Ain't Misbehavin' – 3:33 (Andy Razaf, Thomas Waller)
4. North Side Blues – 3:53 (Ray Linn, Chuck Niles)

## Musicisti
Ray Linn and the Chicago Stompers
- Ray Linn - tromba
- Henry Cuesta - clarinetto, sassofono baritono
- Eddie Miller - sassofono tenore
- Bob Havens - trombone
- Dave Frishberg - pianoforte
- Richard Maloof - contrabbasso
- Jack Davenport - batteria

Note aggiuntive
- Albert Marx e Dennis Smith - produttori
- Registrazioni effettuate presso KM Studios, Burbank (California) il 25 settembre 1978
- Dave Ellsworth e Rod Nicas - ingegneri delle registrazioni
- Dilleen Marsh - design copertina album
- Scott Windus - foto copertina album
- Layne - cover art copertina album
- John P. Gibbons - note retrocopertina album[1]